# Condado de Lake (Illinois)
El condado de Lake (en inglés: Lake County) es un condado en el estado estadounidense de Illinois. En el censo de 2000 el condado tenía una población de 644 356 habitantes. Forma parte del área metropolitana de Chicago. La sede de condado es Waukegan. El condado fue formado en 1839 a partir de una porción del condado de McHenry. Fue nombrado en honor a los Grandes Lagos (Great Lakes en inglés).

## Geografía
Según la Oficina del Censo, el condado tiene un área total de 3543 km² (1368 sq mi), de la cual 1159 km² (448 sq mi) es tierra y 2.384 km² (920 sq mi) (67,28%) es agua, la mayoría de la cual se encuentra en el lago Míchigan.

### Condados adyacentes
- Condado de Kenosha, Wisconsin (norte)
- Condado de Allegan, Míchigan (noreste)
- Condado de Van Buren, Míchigan (este)
- Condado de Berrien, Míchigan (sureste)
- Condado de Cook (sur)
- Condado de McHenry (oeste)

## Autopistas importantes
- Interestatal 94
- U.S. Route 12
- U.S. Route 14
- U.S. Route 41
- U.S. Route 45
- Ruta Estatal de Illinois 22
- Ruta Estatal de Illinois 43
- Ruta Estatal de Illinois 53
- Ruta Estatal de Illinois 59
- Ruta Estatal de Illinois 60
- Ruta Estatal de Illinois 83
- Ruta Estatal de Illinois 120
- Ruta Estatal de Illinois 131
- Ruta Estatal de Illinois 132
- Ruta Estatal de Illinois 134
- Ruta Estatal de Illinois 137

## Demografía
En el  censo de 2000, hubo 644 356 personas, 216 297 hogares y 163 953 familias residiendo en el condado. La densidad poblacional era de 1440 personas por milla cuadrada (556/km²). En el 2000 había 225 919 unidades habitacionales en una densidad de 505 por milla cuadrada (195/km²). La demografía del condado era de 80,11% blancos, 6,94% afroamericanos, 0,28% amerindios, 3,90% asiáticos, 0,05% isleños del Pacífico, 6,72% de otras razas y 2,01% de dos o más razas. 14,39% de la población era de origen hispano o latino de cualquier raza. 
La renta promedio para un hogar del condado era de $66 973 y el ingreso promedio para una familia era de $76 424. En 2000 los hombres tenían un ingreso medio de $50 789 versus $33 458 para las mujeres. La renta per cápita para el condado era de $32 102 y el 5,70% de la población estaba bajo el umbral de pobreza nacional.

## Ciudades y pueblos
| - Antioch - Bannockburn - Barrington - Barrington Hills - Beach Park - Buffalo Grove - Channel Lake - Deer Park | - Deerfield - Forest Lake - Fort Sheridan - Fox Lake - Fox Lake Hills - Fox River Grove - Gages Lake - Grandwood Park - Grayslake | - Green Oaks - Gurnee - Hainesville - Hawthorn Woods - Highland Park - Highwood - Indian Creek - Ingleside - Island Lake | - Ivanhoe - Kildeer - Knollwood - Lake Barrington - Lake Bluff - Lake Catherine - Lake Forest - Lake Villa - Lake Zurich | - Lakemoor - Libertyville - Lincolnshire - Lindenhurst - Long Grove - Long Lake - Mettawa - Mundelein - North Barrington | - North Chicago - Old Mill Creek - Palm Beach - Park City - Port Barrington - Prairie View - Riverwoods - Rondout - Rosecrans | - Round Lake - Round Lake Beach - Round Lake Heights - Round Lake Park - Russell - Sylvan Lake - Third Lake - Tower Lakes - Venetian Village | - Vernon Hills - Volo - Wadsworth - Wauconda - Waukegan - Wheeling - Wildwood - Winthrop Harbor - Zion |